# After the Storm (film fra 1915)
After the Storm er en amerikansk stumfilm i sort-hvid fra 1915 instrueret af B. Reeves Eason.

## Medvirkende
- Vivian Rich
- Harry von Meter
- Walter Spencer
- Jack Richardson